# Fort Sint-Frederik
Het Fort Sint-Frederik is een fort dat door de Spaansgezinden is gebouwd in 1604, na de verovering van Sluis door prins Maurits als tegenfort, om het achterland te beschermen tegen Staatse invallen.
Het fort was gelegen tussen Sint Anna ter Muiden en Hoeke, aan de huidige Mostaertdijk, en het behoorde met Fort Sint-Job en Fort Sint-Donaas tot de Staats-Spaanse Linies.  De drie forten verdedigden de vaarwegen en kanalen naar Damme en Brugge én de uitwateringssluizen van de Sint-Jobspolder en de Hoekevaart.
Van 1718 tot 1783 kende het fort een Staatse bezettingsmacht, wat voortvloeide uit het Barrièretraktaat. Nadat Oostenrijkse militairen in 1783 de Nederlandse verdediging overnamen, werd het fort opgeheven.